# Deutscher Sportclub Arminia Bielefeld 2013-2014
Questa voce raccoglie le informazioni riguardanti il Deutscher Sportclub Arminia Bielefeld nelle competizioni ufficiali della stagione 2013-2014.

## Stagione
Nella stagione 2013-2014 l'Arminia Bielefeld, allenato da Stefan Krämer e Norbert Meier, concluse il campionato di 2. Bundesliga al 16º posto. L'Arminia Bielefeld perse il doppio spareggio contro il Darmstadt e fu retrocesso in 3. Liga 2014-2015. In Coppa di Germania l'Arminia Bielefeld fu eliminato al secondo turno dal Bayer Leverkusen.

## Rosa
| N. |                        | Ruolo | Calciatore       |
| -- | ---------------------- | ----- | ---------------- |
| 1  | Germania (bandiera)    | P     | Patrick Platins  |
| 2  | Germania (bandiera)    | D     | Jonas Strifler   |
| 3  | Germania (bandiera)    | D     | Dennis Riemer    |
| 4  | Germania (bandiera)    | D     | Marcel Appiah    |
| 5  | Germania (bandiera)    | D     | Thomas Hübener   |
| 6  | Germania (bandiera)    | C     | Tom Schütz       |
| 7  | Germania (bandiera)    | C     | Marc Lorenz      |
| 8  | Germania (bandiera)    | C     | Tim Jerat        |
| 9  | Germania (bandiera)    | A     | Fabian Klos      |
| 10 | Polonia (bandiera)     | A     | Kacper Przybyłko |
| 11 | Germania (bandiera)    | D     | Stephan Salger   |
| 13 | Germania (bandiera)    | A     | Johannes Rahn    |
| 14 | Germania (bandiera)    | D     | Manuel Hornig    |
| 15 | Paesi Bassi (bandiera) | A     | Anass Achahbar   |
| 16 | Germania (bandiera)    | C     | Philipp Riese    |
| 17 | Germania (bandiera)    | C     | Oliver Petersch  |

| N. |                     | Ruolo | Calciatore         |
| -- | ------------------- | ----- | ------------------ |
| 19 | Germania (bandiera) | D     | Felix Burmeister   |
| 20 | Germania (bandiera) | C     | Jan Fießer         |
| 21 | Germania (bandiera) | C     | Patrick Schönfeld  |
| 22 | Germania (bandiera) | C     | Philipp Heithölter |
| 23 | Germania (bandiera) | C     | Pascal Schmidt     |
| 24 | Germania (bandiera) | P     | Stefan Ortega      |
| 25 | Germania (bandiera) | D     | Patrick Mainka     |
| 27 | Germania (bandiera) | P     | Jarno Peters       |
| 28 | Serbia (bandiera)   | D     | Vujadin Savić      |
| 29 | Germania (bandiera) | D     | Arne Feick         |
| 30 | Germania (bandiera) | A     | Sebastian Hille    |
| 31 | Kosovo (bandiera)   | C     | Bashkim Ajdini     |
| 32 | Germania (bandiera) | C     | Khalil Kleit       |
| 35 | Israele (bandiera)  | A     | Ben Sahar          |
| 37 | Germania (bandiera) | C     | Christian Müller   |

## Organigramma societario
Area tecnica
- Allenatore: Norbert Meier
- Allenatore in seconda: Efthimios Kompodietas, Gino Lettieri
- Preparatore dei portieri: Marco Kostmann
- Preparatori atletici:
- Analisi video:

## Calciomercato

### Sessione estiva
| Acquisti | Acquisti         | Acquisti               | Acquisti |
| R.       | Nome             | da                     | Modalità |
| -------- | ---------------- | ---------------------- | -------- |
| D        | Arne Feick       | Monaco 1860            |          |
| A        | Anass Achahbar   | Feyenoord              |          |
| C        | Jan Fießer       | Sandhausen             |          |
| C        | Khalil Kleit     | Arminia Bielefeld U19  |          |
| C        | Nuri Konak       | Arminia Bielefeld U19  |          |
| P        | Jarno Peters     | Schalke 04 II          |          |
| C        | Oliver Petersch  | Eintracht Braunschweig |          |
| D        | Jerome Propheter | Viktoria Colonia       |          |
| C        | Pascal Schmidt   | Schalke 04 II          |          |
| A        | Francky Sembolo  | Jahn Ratisbona         |          |

| Cessioni | Cessioni             | Cessioni          | Cessioni |
| R.       | Nome                 | a                 | Modalità |
| -------- | -------------------- | ----------------- | -------- |
| C        | Nuri Konak           | Cloppenburg       |          |
| A        | Pascal Testroet      | Osnabrück         |          |
| A        | Sebastian Glasner    | Viktoria Colonia  |          |
| A        | Eric Agyemang        | TuS Dassendorf    |          |
| A        | Christopher Kullmann | Homburg           |          |
| C        | Stefan Langemann     | Wiedenbrück       |          |
| P        | Tom Schmidt          | Hannover 96 II    |          |
| C        | Olcay Turhan         | Wacker Burghausen |          |

### Sessione invernale
| Acquisti | Acquisti         | Acquisti       | Acquisti |
| R.       | Nome             | da             | Modalità |
| -------- | ---------------- | -------------- | -------- |
| D        | Vujadin Savić    | Bordeaux       |          |
| A        | Ben Sahar        | Hertha Berlino |          |
| A        | Kacper Przybyłko | Colonia        |          |

| Cessioni | Cessioni         | Cessioni        | Cessioni |
| R.       | Nome             | a               | Modalità |
| -------- | ---------------- | --------------- | -------- |
| D        | Jerome Propheter | Rot-Weiss Essen |          |
| A        | Francky Sembolo  | Hallescher      |          |

## Risultati

### 2. Bundesliga

#### Girone di andata
| Arbitro: | Gräfe |

|                        |           |  |
| Weilandt 3’ Đurđić 11’ | Marcatori |  |

| Arbitro: | Aytekin |

|          |           |           |
| Klos 54’ | Marcatori | 25’ Nemec |

| Arbitro: | Hartmann |

|  |           |                    |
|  | Marcatori | 67’ (rig.) Hübener |

| Arbitro: | Stegemann |

|                                    |           |                                           |
| Jerat 52’ Schütz 76’ Schönfeld 90’ | Marcatori | 15’ Sağlık 49’ Kachunga 80’ (rig.) Voorde |

| Arbitro: | Wingenbach |

|                                          |           |                   |
| Hofmann 31’ Hajnal 76’ (rig.) Eigler 79’ | Marcatori | 5’ Klos 74’ Riese |

| Arbitro: | Siebert |

|                                            |           |                                |
| Hübener 29’ (rig.) Klos 47’ Hille 87’, 90’ | Marcatori | 21’ (aut.) Rahn 33’ Gianniōtas |

| Arbitro: | Petersen |

|  |           |                      |
|  | Marcatori | 47’ Müller 90’ Riese |

| Arbitro: | Cortus |

|                |           |                 |
| Jerat 50’, 68’ | Marcatori | 77’ (aut.) Rahn |

| Arbitro: | Thomsen |

|                                                        |           |                        |
| Rivić 32’ Stiepermann 34’ Takyi 77’ Hübener 82’ (aut.) | Marcatori | 56’ Klos 74’ Schönfeld |

| Arbitro: | Willenborg |

|  |           |                                    |
|  | Marcatori | 9’ Occéan 45’, 79’ (rig.) Idrissou |

| Arbitro: | Rohde |

|                                        |           |  |
| Hofmann 61’ Junglas 70’ Lechleiter 81’ | Marcatori |  |

| Arbitro: | Sippel |

|  |           |            |
|  | Marcatori | 80’ Peszko |

| Arbitro: | Bandurski |

|                                                 |           |              |
| van der Biezen 64’ (rig.), 90’ (rig.) Peitz 70’ | Marcatori | 48’ Achahbar |

| Arbitro: | Dankert |

|  |           |           |
|  | Marcatori | 57’ Stahl |

| Arbitro: | Petersen |

|  |           |                     |
|  | Marcatori | 12’ Ilsø 54’ Tasaka |

| Arbitro: | Steinhaus-Webb |

|             |           |                      |
| Ziereis 11’ | Marcatori | 17’ Lorenz 40’ Riese |

| Arbitro: | Stieler |

|            |           |            |
| Lorenz 60’ | Marcatori | 90’ Aoudia |

#### Girone di ritorno
| Arbitro: | Winkmann |

|                                             |           |              |
| Schönfeld 24’ Lorenz 51’ Jerat 76’ Rahn 78’ | Marcatori | 26’ Fürstner |

| Arbitro: | Brand |

|                                                           |           |                          |
| Eggimann 18’ Kohlmann 26’ Nemec 42’ Mattuschka 48’ (rig.) | Marcatori | 1’ Klos 51’ (rig.) Jerat |

| Arbitro: | Gagelmann |

|                    |           |                   |
| Przybyłko 69’, 90’ | Marcatori | 30’ Thy 61’ Nöthe |

| Arbitro: | Zwayer |

|                                               |           |  |
| Wemmer 33’ Meha 50’ Vrančić 57’ Strohdiek 86’ | Marcatori |  |

| Arbitro: | Grudzinski |

|  |           |                       |
|  | Marcatori | 51’ Hofmann 83’ Lappe |

| Arbitro: | Cortus |

|                         |           |  |
| Benschop 41’ Hoffer 74’ | Marcatori |  |

| Arbitro: | Fritz |

|          |           |  |
| Klos 43’ | Marcatori |  |

| Arbitro: | Dietz |

|           |           |  |
| Adler 33’ | Marcatori |  |

| Arbitro: | Kampka |

|               |           |                                   |
| Przybyłko 80’ | Marcatori | 32’, 90’ Sanogo 90’ (aut.) Salger |

| Arbitro: | Osmers |

|           |           |            |
| Orbán 36’ | Marcatori | 42’ Müller |

| Bielefeld 30 marzo 2014, ore 13:30 CET 28ª giornata | Arminia Bielefeld | 0 – 0 referto | Aalen | SchücoArena (13 137 spett.)\| Arbitro: \| Brand \| |
| Arbitro:                                            | Brand             |               |       |                                                    |

| Arbitro: | Leicher |

|                     |           |  |
| Halfar 12’ Ujah 75’ | Marcatori |  |

| Bielefeld 12 aprile 2014, ore 13:00 CEST 30ª giornata | Arminia Bielefeld | 0 – 0 referto | Karlsruhe | SchücoArena (14 349 spett.)\| Arbitro: \| Schriever \| |
| Arbitro:                                              | Schriever         |               |           |                                                        |

| Arbitro: | Wingenbach |

|                     |           |           |
| Adlung 4’ Bülow 72’ | Marcatori | 30’ Sahar |

| Arbitro: | Cortus |

|              |           |                                    |
| Butscher 72’ | Marcatori | 14’, 31’ Sahar 39’ Klos 86’ Müller |

| Bielefeld 4 maggio 2014, ore 15:30 CEST 33ª giornata | Arminia Bielefeld | 0 – 0 referto | FSV Francoforte | SchücoArena (22 191 spett.)\| Arbitro: \| Aytekin \| |
| Arbitro:                                             | Aytekin           |               |                 |                                                      |

| Arbitro: | Gräfe |

|                   |           |                             |
| Poté 65’ Koch 74’ | Marcatori | 41’, 63’ Klos 76’ Przybyłko |

### Play-out
| Arbitro: | Aytekin |

|           |           |                                |
| Ivana 65’ | Marcatori | 22’ Müller 33’ Sahar 85’ Hille |

| Arbitro: | Drees |

|                               |           |                                                    |
| Burmeister 53’ Przybyłko 110’ | Marcatori | 23’ Stroh-Engel 51’ Behrens 79’ Gondorf 120’ Costa |

### Coppa di Germania
| Arbitro: | Brych |

|                            |           |             |
| Hille 36’ Jerat 71’ (rig.) | Marcatori | 66’ Perthel |

| Arbitro: | Meyer |

|  |           |                 |
|  | Marcatori | 62’ Son 89’ Sam |

## Statistiche

### Statistiche di squadra
| Competizione      | Punti | In casa | In casa | In casa | In casa | In casa | In casa | In trasferta | In trasferta | In trasferta | In trasferta | In trasferta | In trasferta | Totale | Totale | Totale | Totale | Totale | Totale | DR  |
| Competizione      | Punti | G       | V       | N       | P       | Gf      | Gs      | G            | V            | N            | P            | Gf           | Gs           | G      | V      | N      | P      | Gf     | Gs     | DR  |
| ----------------- | ----- | ------- | ------- | ------- | ------- | ------- | ------- | ------------ | ------------ | ------------ | ------------ | ------------ | ------------ | ------ | ------ | ------ | ------ | ------ | ------ | --- |
| 2. Bundesliga     | 35    | 17      | 4       | 7       | 6       | 19      | 23      | 17           | 5            | 1            | 11           | 21           | 35           | 34     | 9      | 8      | 17     | 40     | 58     | -18 |
| Play-out          | -     | 1       | 0       | 0       | 1       | 2       | 4       | 1            | 1            | 0            | 0            | 3            | 1            | 2      | 1      | 0      | 1      | 5      | 5      | 0   |
| Coppa di Germania | -     | 2       | 1       | 0       | 1       | 2       | 3       | 0            | 0            | 0            | 0            | 0            | 0            | 2      | 1      | 0      | 1      | 2      | 3      | -1  |
| Totale            | 35    | 20      | 5       | 7       | 8       | 23      | 30      | 18           | 6            | 1            | 11           | 24           | 36           | 38     | 11     | 8      | 19     | 47     | 66     | -19 |

### Andamento in campionato
| Giornata  | 1  | 2  | 3  | 4  | 5  | 6  | 7 | 8 | 9 | 10 | 11 | 12 | 13 | 14 | 15 | 16 | 17 | 18 | 19 | 20 | 21 | 22 | 23 | 24 | 25 | 26 | 27 | 28 | 29 | 30 | 31 | 32 | 33 | 34 |
| --------- | -- | -- | -- | -- | -- | -- | - | - | - | -- | -- | -- | -- | -- | -- | -- | -- | -- | -- | -- | -- | -- | -- | -- | -- | -- | -- | -- | -- | -- | -- | -- | -- | -- |
| Luogo     | T  | C  | T  | C  | T  | C  | T | C | T | C  | T  | C  | T  | C  | C  | T  | C  | C  | T  | C  | T  | C  | T  | C  | T  | C  | T  | C  | T  | C  | T  | T  | C  | T  |
| Risultato | P  | N  | V  | N  | P  | V  | V | V | P | P  | P  | P  | P  | P  | P  | V  | N  | V  | P  | N  | P  | P  | P  | V  | P  | P  | N  | N  | P  | N  | P  | V  | N  | V  |
| Posizione | 18 | 14 | 11 | 12 | 14 | 11 | 5 | 3 | 5 | 7  | 12 | 14 | 16 | 17 | 17 | 17 | 17 | 13 | 15 | 15 | 17 | 17 | 17 | 16 | 16 | 17 | 17 | 17 | 17 | 17 | 17 | 17 | 17 | 16 |

Legenda:

Luogo: C = Casa; T = Trasferta. Risultato: V = Vittoria; N = Pareggio; P = Sconfitta.

### Statistiche dei giocatori
| Giocatore     | 2. Bundesliga | 2. Bundesliga | 2. Bundesliga | 2. Bundesliga | Play-out | Play-out | Play-out    | Play-out   | Coppa di Germania | Coppa di Germania | Coppa di Germania | Coppa di Germania | Totale   | Totale | Totale      | Totale     |
| Giocatore     | Presenze      | Reti          | Ammonizioni   | Espulsioni    | Presenze | Reti     | Ammonizioni | Espulsioni | Presenze          | Reti              | Ammonizioni       | Espulsioni        | Presenze | Reti   | Ammonizioni | Espulsioni |
| ------------- | ------------- | ------------- | ------------- | ------------- | -------- | -------- | ----------- | ---------- | ----------------- | ----------------- | ----------------- | ----------------- | -------- | ------ | ----------- | ---------- |
| A. Achahbar   | 11            | 1             | 0             | 0             | 0        | 0        | 0           | 0          | 0                 | 0                 | 0                 | 0                 | 11       | 1      | 0           | 0          |
| B. Ajdini     | 2             | 0             | 0             | 0             | 0        | 0        | 0           | 0          | 0                 | 0                 | 0                 | 0                 | 2        | 0      | 0           | 0          |
| M. Appiah     | 32            | 0             | 3             | 0             | 2        | 0        | 0           | 0          | 2                 | 0                 | 1                 | 0                 | 36       | 0      | 4           | 0          |
| F. Burmeister | 17            | 0             | 1             | 0             | 2        | 1        | 0           | 0          | 1                 | 0                 | 0                 | 0                 | 20       | 1      | 1           | 0          |
| A. Feick      | 24            | 0             | 7             | 0             | 2        | 0        | 1           | 0          | 1                 | 0                 | 1                 | 0                 | 27       | 0      | 9           | 0          |
| J. Fießer     | 9             | 0             | 2             | 1             | 0        | 0        | 0           | 0          | 0                 | 0                 | 0                 | 0                 | 9        | 0      | 2           | 1          |
| P. Heithölter | 0             | 0             | 0             | 0             | 0        | 0        | 0           | 0          | 0                 | 0                 | 0                 | 0                 | 0        | 0      | 0           | 0          |
| S. Hille      | 21            | 2             | 1             | 0             | 2        | 1        | 0           | 0          | 2                 | 1                 | 0                 | 0                 | 25       | 4      | 1           | 0          |
| M. Hornig     | 24            | 0             | 6             | 0             | 0        | 0        | 0           | 0          | 2                 | 0                 | 0                 | 0                 | 26       | 0      | 6           | 0          |
| T. Hübener    | 23            | 2             | 4             | 1             | 0        | 0        | 0           | 0          | 2                 | 0                 | 0                 | 0                 | 25       | 2      | 4           | 1          |
| T. Jerat      | 22            | 5             | 4             | 0             | 0        | 0        | 0           | 0          | 2                 | 1                 | 0                 | 0                 | 24       | 6      | 4           | 0          |
| K. Kleit      | 0             | 0             | 0             | 0             | 0        | 0        | 0           | 0          | 0                 | 0                 | 0                 | 0                 | 0        | 0      | 0           | 0          |
| F. Klos       | 29            | 9             | 9             | 0             | 2        | 0        | 1           | 0          | 2                 | 0                 | 0                 | 0                 | 33       | 9      | 10          | 0          |
| M. Lorenz     | 25            | 3             | 6             | 0             | 0        | 0        | 0           | 0          | 1                 | 0                 | 0                 | 0                 | 26       | 3      | 6           | 0          |
| P. Mainka     | 1             | 0             | 0             | 0             | 0        | 0        | 0           | 0          | 0                 | 0                 | 0                 | 0                 | 1        | 0      | 0           | 0          |
| C. Müller     | 26            | 3             | 3             | 0             | 2        | 1        | 0           | 0          | 1                 | 0                 | 0                 | 0                 | 29       | 4      | 3           | 0          |
| S. Ortega     | 15            | 0             | 1             | 0             | 2        | 0        | 0           | 0          | 1                 | 0                 | 0                 | 0                 | 18       | 0      | 1           | 0          |
| J. Peters     | 0             | 0             | 0             | 0             | 0        | 0        | 0           | 0          | 0                 | 0                 | 0                 | 0                 | 0        | 0      | 0           | 0          |
| O. Petersch   | 2             | 0             | 0             | 0             | 0        | 0        | 0           | 0          | 1                 | 0                 | 0                 | 0                 | 3        | 0      | 0           | 0          |
| P. Platins    | 19            | 0             | 0             | 0             | 0        | 0        | 0           | 0          | 1                 | 0                 | 0                 | 0                 | 20       | 0      | 0           | 0          |
| K. Przybyłko  | 14            | 4             | 0             | 0             | 2        | 1        | 0           | 0          | 0                 | 0                 | 0                 | 0                 | 16       | 5      | 0           | 0          |
| J. Rahn       | 16            | 1             | 0             | 0             | 0        | 0        | 0           | 0          | 1                 | 0                 | 0                 | 0                 | 17       | 1      | 0           | 0          |
| D. Riemer     | 0             | 0             | 0             | 0             | 0        | 0        | 0           | 0          | 0                 | 0                 | 0                 | 0                 | 0        | 0      | 0           | 0          |
| P. Riese      | 27            | 3             | 5             | 0             | 2        | 0        | 1           | 0          | 2                 | 0                 | 2                 | 0                 | 31       | 3      | 8           | 0          |
| B. Sahar      | 12            | 3             | 3             | 0             | 2        | 1        | 1           | 0          | 0                 | 0                 | 0                 | 0                 | 14       | 4      | 4           | 0          |
| S. Salger     | 22            | 0             | 2             | 1             | 2        | 0        | 1           | 0          | 0                 | 0                 | 0                 | 0                 | 24       | 0      | 3           | 1          |
| V. Savić      | 6             | 0             | 0             | 0             | 0        | 0        | 0           | 0          | 0                 | 0                 | 0                 | 0                 | 6        | 0      | 0           | 0          |
| P. Schmidt    | 0             | 0             | 0             | 0             | 0        | 0        | 0           | 0          | 0                 | 0                 | 0                 | 0                 | 0        | 0      | 0           | 0          |
| P. Schönfeld  | 32            | 3             | 4             | 1             | 2        | 0        | 0           | 0          | 2                 | 0                 | 0                 | 0                 | 36       | 3      | 4           | 1          |
| T. Schütz     | 27            | 1             | 6             | 0             | 2        | 0        | 1           | 0          | 2                 | 0                 | 1                 | 0                 | 31       | 1      | 8           | 0          |
| F. Sembolo    | 8             | 0             | 0             | 0             | 0        | 0        | 0           | 0          | 2                 | 0                 | 1                 | 0                 | 10       | 0      | 1           | 0          |
| J. Strifler   | 7             | 0             | 0             | 0             | 2        | 0        | 0           | 0          | 0                 | 0                 | 0                 | 0                 | 9        | 0      | 0           | 0          |
| P. Testroet   | 0             | 0             | 0             | 0             | 0        | 0        | 0           | 0          | 0                 | 0                 | 0                 | 0                 | 0        | 0      | 0           | 0          |